# Il casellante Thiel
Il casellante Thiel (Bahnwärter Thiel), pubblicato nel 1888, è un racconto nella quale il tedesco Gerhart Hauptmann dipinge - usando un linguaggio arricchito di simboli - in modo psicologico l'esistenza doppia di un casellante il quale fallisce per la tensione che deve subire. L'opera è ambientata nel mondo dei proletari la cui vita quotidiana con le sue banalità e difficoltà presenta più volte il tema principale del naturalismo letterario.

## Trama
(Gerhart Hauptmann, Il casellante Thiel, p.14)
Il casellante Thiel è un uomo semplice e pio che da alcuni anni adempie al suo lavoro come casellante in modo molto coscienzioso. Dal primo felice matrimonio con la dolce e inferma Minna Thiel ha un figlio, Tobias, che resta orfano di madre in età tenerissima. A Minna, sul punto di morte, Thiel aveva promesso di avere cura del loro figlio. Dopo solamente un anno Thiel si sposa di nuovo per dare una madre a Tobias. Dopo poco Lene, la donna che Thiel prende in moglie, si mostra rozza e pare che lei sia la padrona di casa mentre Thiel non ha più niente da dire. Dal momento in cui nasce un loro bambino Lene si mette a trascurare Tobias e addirittura lo maltratta. 
Thiel ha un'adorazione profonda per Minna, la sua moglie deceduta. Allo stesso tempo diventa dipendente da Lene (anche in modo sessuale) e a causa di questa dipendenza non riesce a proteggere suo figlio Tobias contro i maltrattamenti da parte di Lene.
Una volta si accorge di persona che Lene picchia Tobias senza motivo, ma anche in questa situazione non ha la forza di reagire. Per questo ruolo passivo è tormentato da sensi di colpa che reprime. Però questi diventano sempre più presenti e Thiel si rifugia in visioni nelle quali gli appare la sua moglie defunta.
Il suo posto di lavoro, il casello ferroviario nel bosco, diventa il suo luogo preferito dove si sente libero da Lene e dove si perde nelle adorazioni di Minna che si trasformano gradualmente in tendenze sempre più morbose. 
Quando viene lasciato a Thiel un pezzo di campo, Lene vuole coltivarlo piantando delle patate. L'entrata da parte della moglie nella sua sfera fino ad allora protetta e nella quale si sente legato con Minna, significa per Thiel un cambiamento da impedire. Però gli manca la forza per opporre resistenza alla volontà di Lene e così un giorno la famiglia accompagna Thiel al suo posto di lavoro.
Mentre Thiel adempie al suo lavoro, Lene, a cui è affidato Tobias, si dedica al campo. Così succede che Tobias, che va a giocare presso le rotaie, viene investito da un treno e muore poco tempo dopo.
Colto da follia omicida, Thiel uccide la moglie e il suo secondo figlio neonato e finisce in manicomio.

## Personaggi
Protagonisti
- Il casellante Thiel
- Minna, la moglie defunta, a cui Thiel è legato attraverso un'adorazione e un grande amore
- Lene, la seconda moglie di Thiel, una massaia splendida ma allo stesso tempo una donna tirannica e violenta
- Tobias, il figlio di Thiel e Minna
- Un neonato, figlio di Thiel e Lene
- Un pastore, degli impiegati delle ferrovie, e degli abitanti del comune dove vive anche il casellante – gente con una vita semplice e modesta

### Interpretazione dei personaggi
Il casellante Thiel è un uomo il cui aspetto esteriore (è molto forte e robusto) è in contrasto con quello interiore. 
Prende la strada della minima resistenza con Lene perché ha paura di confrontarsi con lei; questo dimostra il suo ruolo passivo verso di lei. Il casellante è un tipico anti-eroe, che fallisce per le sue debolezze, ma che è allo stesso tempo una persona buona, sensibile e interiormente vulnerabile. È un personaggio che il lettore può trovare simpatico. Thiel esercita un culto dei morti verso la sua moglie defunta, Minna, a cui è legato attraverso un amore spirituale.
Minna è descritta come una persona dolce e inferma, che muore alla nascita del figlio Tobias. Lene sembra essere l'opposto di Minna, una massaia che, per quanto riguarda la statura, sembra fatta proprio per il casellante. Viene descritta come lavoratrice assidua (“unverwüstliche Arbeiterin”) e massaia modello ("musterhafte Wirtschafterin"). Lene rappresenta il ceto basso del proletariato. È inoltre avida di potere, litigiosa, tirannica e persino violenta. È lei la persona dominante nella relazione. Trascura il figlio di Thiel e Minna, Tobias, e infine lei è anche la causa della morte di Tobias.

## Storia editoriale
La novella Bahnwärter Thiel è nata a Erkner (vicino a Berlino) nel 1887 negli anni più creativi di Hauptmann. Nel 1888 è stata pubblicata nel giornale “Gesellschaft”, l'organo rappresentativo dei naturalisti di Monaco di Baviera. 
Con la novella Il casellante Thiel, Gerhart Hauptmann, all'età di 25 anni, ha avuto il suo primo successo letterario. 
Dopo la novella seguirono alcuni drammi molto famosi, come Prima dell'aurora (1889) e 
I tessitori (1892) che resero Hauptmann il rappresentante di spicco del naturalismo in Germania. 
Da Il casellante Thiel è stato tratto un film presentato per la prima volta nel 1982.

## Piani di lettura
Il casellante Thiel viene designato "novellistische Studie" che vuol dire "studio novellistico". 
Come in uno studio scientifico, il narratore presenta l'avvenimento senza dare propri commenti. Secondo Arno Holz, un rappresentante significativo del naturalismo, dovrebbe essere valida la formula: “Arte = Natura – x”, dove “x” si riferisce al fattore soggettivo, cioè il ruolo dell'artista. Dunque, secondo Holz e altri naturalisti, la realtà dovrebbe esser rappresentata in modo conforme alla natura. Anche il tema della novella di Hauptmann è naturalista perché è la gente comune che viene descritta nel determinismo della sua vita quotidiana.
Il termine novella viene usato di solito per indicare un'opera in prosa di breve respiro, nella quale si narra qualcosa di nuovo. Il genere letterario autonomo della novella nasce in Italia all'inizio del Rinascimento dall'esigenza di raccontare qualcosa di strano e prima sconosciuto (“eine sich ereignete unerhörte Begebenheit”, secondo Goethe). Esponente originale di questo genere è Giovanni Boccaccio con il suo Decameron. Per la novella è tipico anche il "Dingsymbol": un oggetto che serve da simbolo e appare spesso nella storia (il “filo conduttore”). Al falco del Decameron corrisponde la ferrovia in Il casellante Thiel.

## Simboli
Il simbolo centrale de Il casellante Thiel è il treno. La ferrovia riflette la vita interiore di Thiel. Viene descritto come qualcosa di demoniaco, che gli uomini non possono controllare. E anche il personaggio del casellante Thiel è spinto da forze della psiche che non può controllare e che lo rendono una persona non libera.
Le descrizioni della ferrovia servono anche come anticipazione di un avvenimento futuro. 
(Gerhart Hauptmann, Il casellante Thiel, p. 18)
Qui si parla di binari paralleli che rispecchiano l'esistenza doppia di Thiel. Il punto dove si incontrano i due binari rappresenta il punto di una catastrofe che si avvicina gradualmente.
Anche la natura porta un significato simbolico; spetta anche a lei rappresentare la vita interiore del casellante e anticipare gli avvenimenti futuri. 
(Gerhart Hauptmann, Il casellante Thiel, p. 21)

## Recensioni
(Fritz Martini)

## Curiosità
La moglie defunta di Thiel porta il nome Minna che probabilmente si riferisce al minnesang del medioevo. “Minne” vuol dire “amore” e “sang” è la parola tedesca per canto.

## Edizioni
- Gerhart Hauptmann, Il casellante Thiel, collana Reclam, 1970,  p. 40, ISBN 3-15-006617-4.

| Controllo di autorità | VIAF (EN) 4328147270375135700004 · GND (DE) 4123351-7 · J9U (EN, HE) 987007447575405171 |